# 列斯诺伊 (基洛夫州)
列斯诺伊（羅馬化：Lesnoy），旧称索茨哥罗德（Соцгород），是俄罗斯基洛夫州的市级镇，属上卡马区，地处基洛夫州东北部，在区行政中心基尔斯北偏西、州府基洛夫东北方。设有同名铁路车站，但在2013年停运。
该地2021年人口有3,830人；2010年人口5,413；2002年人口7,132；1989年人口7,495。